# Gobernadorcillo
Der Gobernadorcillo [ span. ɡoβernaðorˈθiʎo] war ein kommunaler Richter oder Gouverneur auf den Philippinen während der Spanischen Kolonialzeit.
Innerhalb der Stadt vereinte er die Aufgabe der Führungsverantwortung und der Verwaltung des öffentlichen Haushalts und der Justiz. Der „Gobernadorcillo“ war der Anführer einer Stadt oder eines Dorfes. In einer Küstenstadt hatte er die Funktion eines Hafenkapitäns. Seine Benennung erfolgte durch eine exklusive Nominierung durch das Spanische Gesetz. Seine Amtszeit betrug zwei Jahre. Die Position des „Gobernadorcillo“ war zwar ehrenhalber, andererseits aber zwingend erforderlich, um die Freistellungen zu erhalten, die das Philippinische Gesetz vorsah. Am Ende der zweijährigen Amtsperiode stieg der „Gobernadorcillo“ in den Kreis der Principalía, der herrschenden städtischen Oberklasse, auf. Mit seiner in einer Person vereinten Funktion als Bürgermeister, Friedensrichter und Hafenkapitän war er direkt dem Provinzgouverneur unterstellt.
1893 wurde das Mauragesetz verabschiedet, ein Gesetz, das eine neue Basis für die Gemeindeverwaltung bildete. Das Gesetz hatte unter anderem das Ziel, die Administration der Ortschaften umzugestalten, um sie autonomer und effektiver verwalten zu können. In diesem Zuge wurde 1895 die Bezeichnung des Dorfführers von gobernadorcillo in capitan municipal geändert. Am 1. Januar 1895 wurde Emilio Aguinaldo zum Vorstand von Cavite El Viejo gewählt und war somit der erste, der den Titel capitan municipal tragen durfte.

## Wahlmodalitäten
Die „Gobernadorcillos“ wurden von Mitgliedern der Principalía, nämlich zwölf Cabeza de Barangay (Bezirksführern) gewählt. Die Wahlmitglieder mussten drei Kandidaten benennen, die eine Wahlliste (terna) bildeten. Die Kandidaten mussten der Kastilischen Sprache in Wort und Schrift mächtig sein. Falls sich nach der Wahl herausstellte, dass ein Kandidat die erforderlichen Qualifikationen nicht besaß, war die Wahl null und nichtig. Die gleichen Anforderungen wurden an die Rechtspfleger der Gemeinde gestellt.
Die Wahl erfolgte in geheimer Abstimmung. Sie wurde von einem Notar überwacht und geschah unter dem Vorsitz des Provinzhäuptlings. Wenn er es wünschte, durfte der Priester der Stadt anwesend sein und darlegen, welche politische Meinung passend sei. Die versiegelten Umschläge mit den Wahlergebnissen aus Provinzen in der Nähe Manilas wurden an höhere Dienststellen der Regierung in der Hauptstadt gesandt. Unter Berücksichtigung des Berichtes des Wahlvorsitzenden ernannte der Generalgouverneur aus der Wahlliste (terna) den „Gobernadorcillo“. In entfernteren Regionen war es der Provinzhäuptling, der den Kandidaten mit der höchsten Stimmenzahl zum „Gobernadorcillo“ ernannte.

## Pflichten
Der „Gobernadorcillo“ und die Rechtspfleger erhielten von den Beamten der spanischen Krone die größtmögliche Beachtung. Die Provinzhäuptlinge waren verpflichtet, ihnen die Ehren zu erweisen, die ihrem Amt zukamen. Es stand ihnen ein Sitzplatz im Haus der Provinzhäuptlinge und in allen anderen Plätzen zu. Sie brauchten nicht stehenzubleiben. Den Gemeindepriestern war es untersagt, sie mit Geringschätzung zu behandeln.
Die „Gobernadorcillos“ übten die Befehlsgewalt über die Städte aus. Hafenstädten waren sie zugleich Hafenkapitän. Ihr Amt entsprach dem eines Alcalde und Friedensrichters auf der Iberischen Halbinsel. Sie sind gleichzeitig Richter und Notare mit genau festgelegten Rechten. Sie haben auch das Recht und die Macht, Assistenten, Lieutnants und alguaciles, proportional zur Anzahl der Einwohner zu ernennen.

## Verantwortlichkeiten
- Er ist besonders verpflichtet, die Gemeindepriester in allem zu unterstützen, das der Ausübung der Religion und der Einhaltung der kirchlichen Gesetze dient.
- Er überwacht die Erhebung der königlichen Steuern.
- Er darf Erlasse herausgeben, die zur Ausübung der lokalen Regierungsgewalt erforderlich sind.
- Er errichtet öffentliche Infrastrukturen innerhalb seiner Stadt und lässt andere öffentliche Arbeiten durchführen.
- Er darf diejenigen Steuern erheben, die im Rahmen seiner Amtsernennung vereinbart wurden.
- Er führt Anhörungen und Prozesse bei zivilrechtlicher Streitigkeiten bis zu einem Wert von zwei Tael Gold oder 40 Pesos durch.
- Er wird in Kriminalfällen tätig, um erste Beweise zu sichern und diese den Provinzhäuptlingen zu übergeben.[6]